# Richard Butler (2e comte de Glengall)
Pour les articles homonymes, voir Richard Butler (homonymie) et Butler.
Richard Butler, 2e comte de Glengall (17 mai 1794 - 22 juin 1858), titré vicomte de Cahir entre 1816 et 1819, est un homme politique conservateur irlandais. 

## Biographie
Il est le fils de Richard Butler (1er comte de Glengall) et Emily Jefferys. Le 17 juillet 1818, il est élu député de Tipperary. Sept mois plus tard, il succède à son père et démissionne de son siège. Le 1er septembre 1829, il est élu représentant irlandais et siège à la Chambre des lords sur les bancs des conservateurs. 
Le 20 février 1834, il épouse Margaret Lauretta Mellish, fille de William Mellish, et ensemble ils ont deux filles. N'ayant aucune descendance masculine, ses titres (dont la baronnie de Cahir de 1583) s'éteignent à sa mort en 1858. 